# Croton cascarilla
Espèce
Classification APG III (2009)
Croton cascarilla est une espèce de plantes à fleurs du genre Croton et de la famille des Euphorbiaceae, présente en Floride (incluant Key West) et aux Grandes Antilles.
Son écorce est appelée cascarille.
Il se peut que cette espèce soit considérée à l'avenir comme synonyme de Croton eluteria (L.) W.Wright.

## Synonymes
- Clutia cascarilla L.
- Croton rosmarinifolius Salisb.
- Cascarilla officinalis Raf.
- Oxydectes cascarilla (L.) Kuntze

## Remarque
Cette espèce ne doit pas être confondue avec Croton cascarilla Lam., nom illégitime synonyme de Croton flavens L.